# Ituʻtiʻu
Ituʻtiʻu ist einer der sieben Distrikte der Dependency Rotuma des Staates Fidschi. Es handelt sich um den flächenmäßig größten Distrikt auf der Insel Rotuma, der auch die höchste Einwohnerzahl aufweist.
Der Hauptort des im Westen gelegenen Distriktes und der Dependency ist Ahau, er liegt nordöstlich der etwa einen Kilometer entfernten Dorfgruppe Motusa. Im Umkreis von Itu'tiu lebt etwa die Hälfte der rund 2000 Einwohner der Dependency.